# Emil Schubiger (Ingenieur)
Emil Schubiger (* 22. Juni 1903; † 1992) war ein Schweizer Ingenieur.

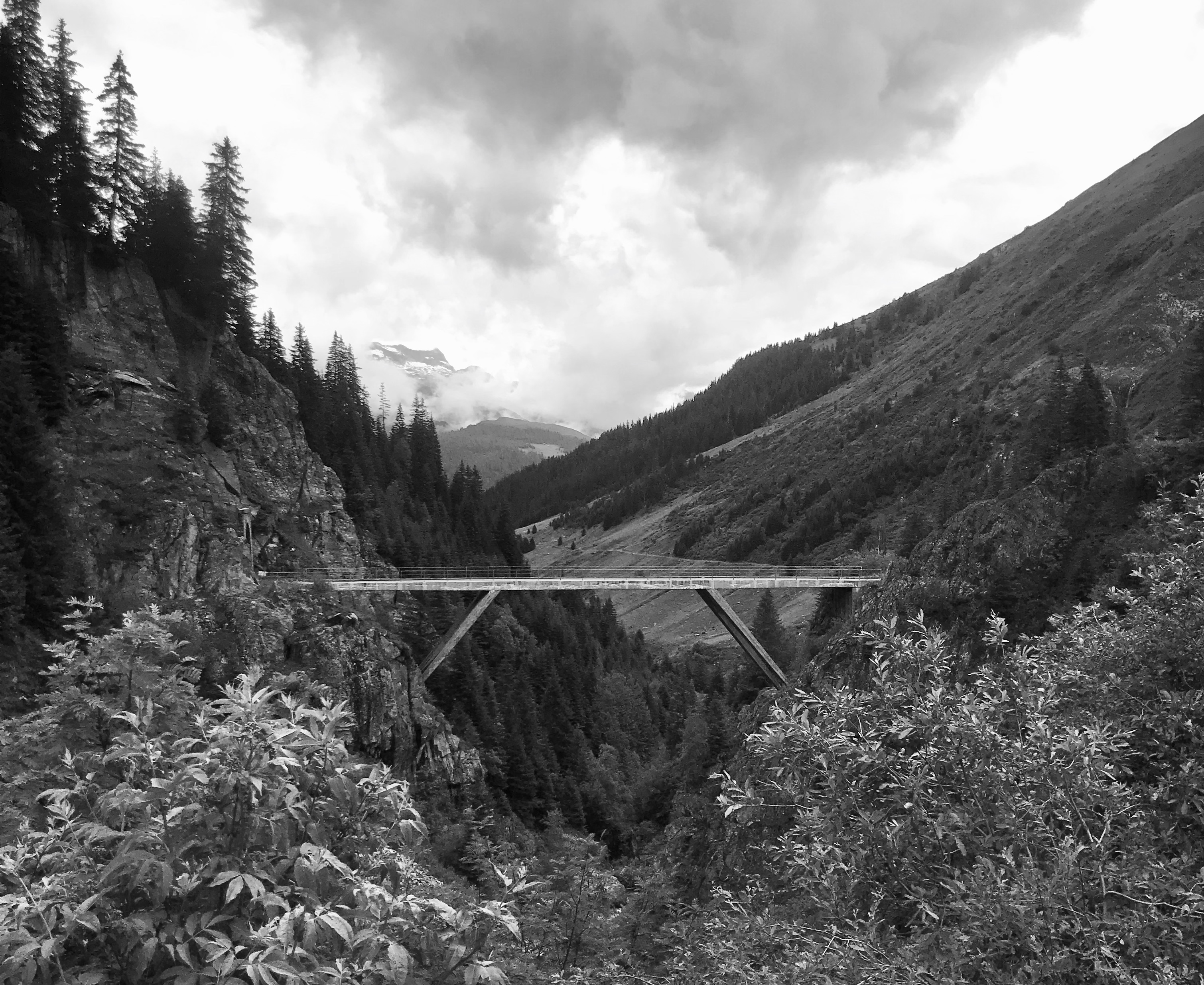
Punt da Nalps, Tavetsch

## Werdegang
Emil Schubiger studierte von 1922 bis 1926 Ingenieurwesen an der Universität Lausanne. Im Anschluss arbeitete er bei der dänischen Firma Christiani & Nielsen in Paris, die ihn für zwei Jahre am Bau der Hafenanlage in Cherbourg einsetzte. Danach arbeitete er bis 1935 bei der Firma Züblin in Strassburg bei Hermann Schürch. 1930 heiratete er Marguerite Bell. Im Jahr 1937 eröffnete Schubiger ein eigenes Ingenieurbüro. Von 1938 bis 1940 war er bei Max Ritter tätig. 1962 trat sein Sohn Stephan ins Büro ein und 1980 trat Emil Schubiger aus der Firma aus.
Zwischen 1930 und 1940 arbeitete und forschte er mit Holznagelverbindungen, zwischen 1940 und 1950 an vorgespannten Betonkonstruktionen und an Sanierung historischer Bauten und zwischen 1950 und 1960 an Baugrubenfundationen und Vorfabrikationen.

## Bauten

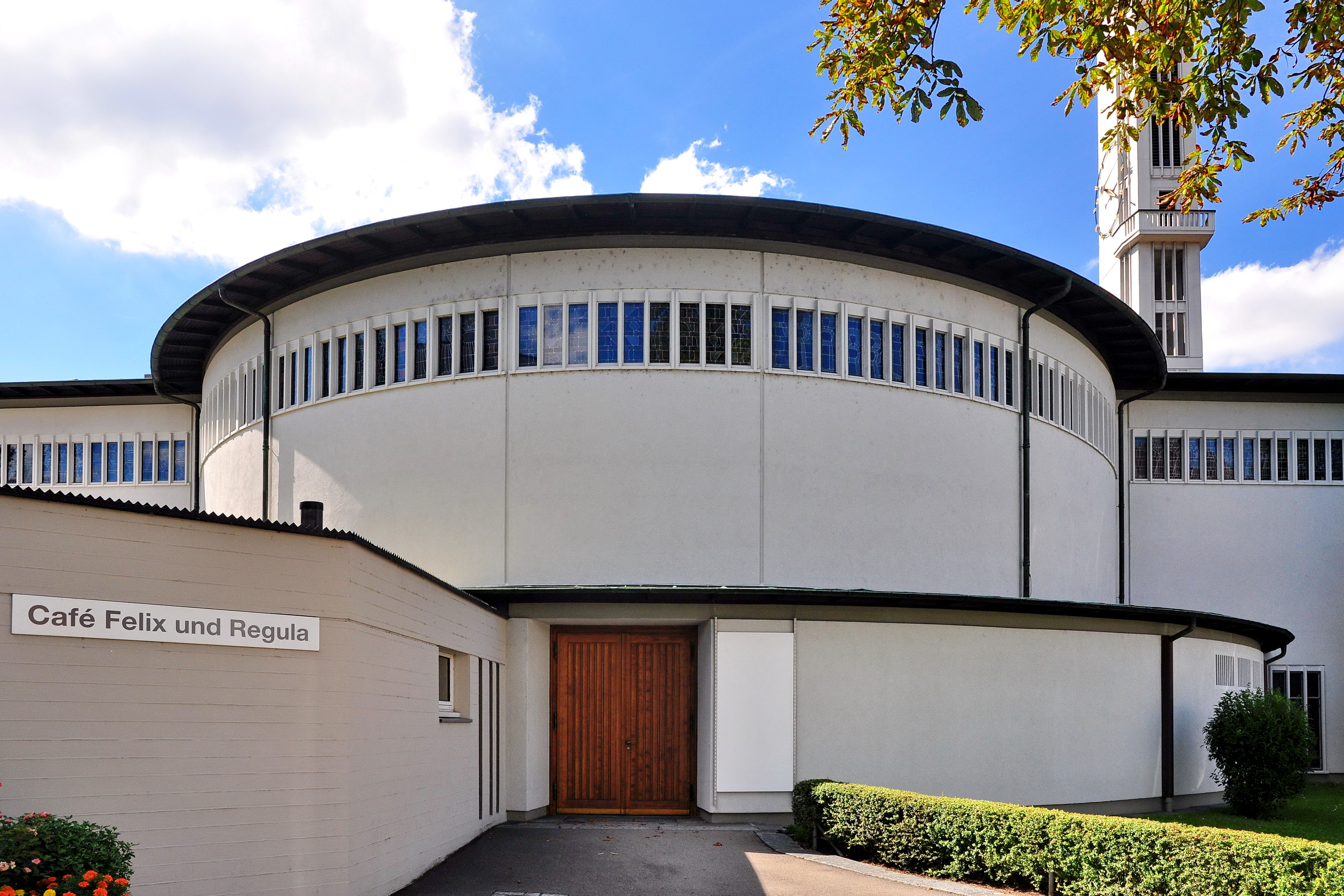
St. Felix und Regula, Zürich-Hard

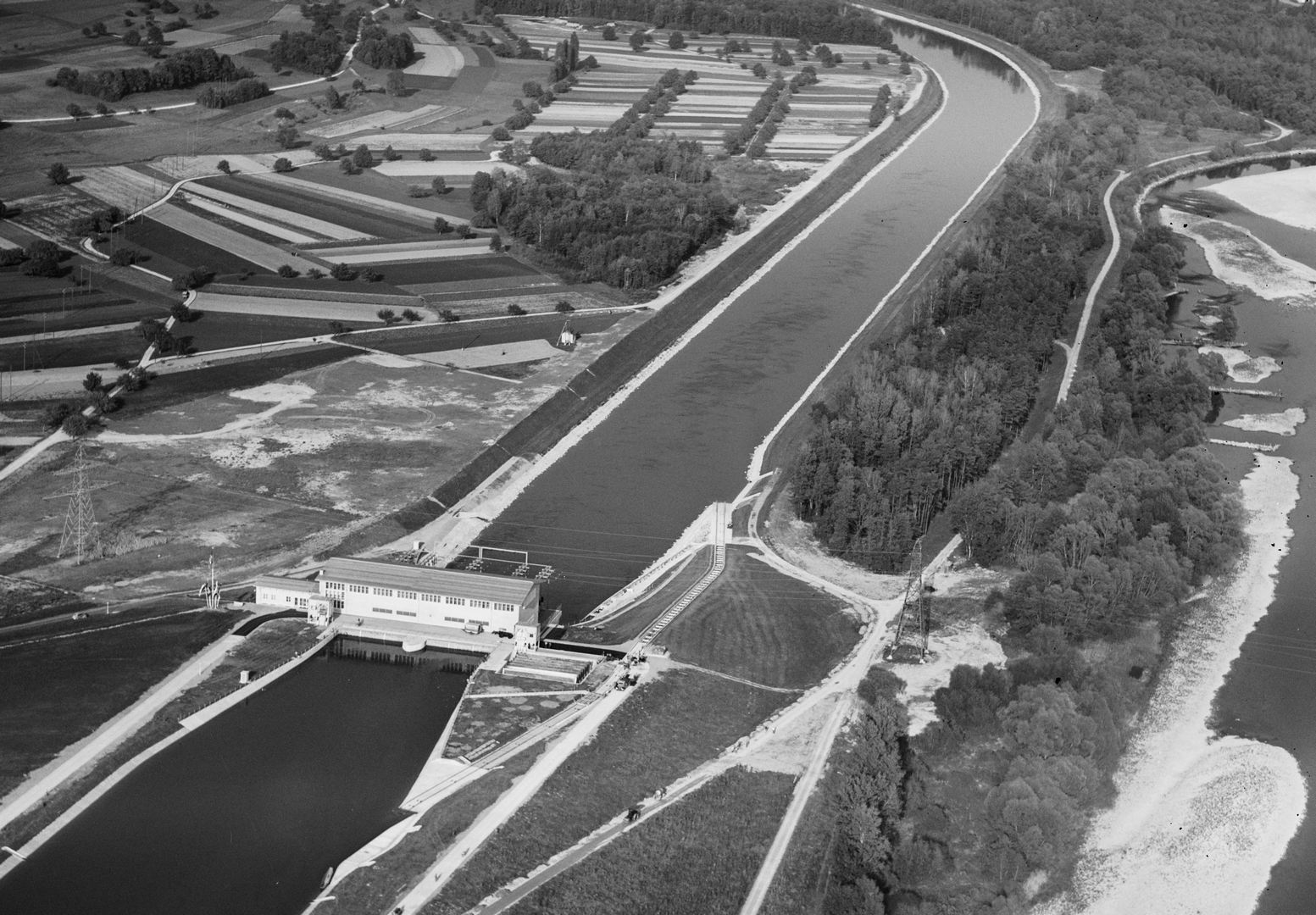
Kraftwerk Wildegg-Brugg

- 1937–1938: Maria Himmelfahrt, Schönenwerd (Architekt: Fritz Metzger)
- 1938: Turnhalle und den Verbindungsbau der Kantonsschule, Solothurn (Architekt: Hans Bracher)[3][4]
- 1949–1950: St. Felix und Regula, Zürich-Hard (Architekt: Fritz Metzger)
- 1949–1950: Dreifeldrige Brücke über den Oberwasserkanal[5]
- 1949–1950: St. Peter und Paul, Stüsslingen (Architekt: Hermann Baur und Albert Schilling)
- 1949–1953: Kraftwerk Wildegg-Brugg
- 1951: Zurlindensteg, Aarau
- 1954: Förderbandbrücke über die Aare, JCF Wildegg
- 1957: Punt da Nalps, Tavetsch (Lehrgerüst: Richard Coray)[6][7]
- 1958: Stadtspital Triemli, Zürich
- 1949–1958: Kantonalbank, Zug (Architekt: Leo Hafner und Alfons Wiederkehr)[8]
- 1960: Lehnenviadukt Lopperstrasse,
- 1960: Haus Roth, Zürich (Architekt: Alfred Roth)[9]
- 1958–1961: Pfarrkirche Heiliggeist, Suhr (Architekt: Hanns Anton Brütsch)
- 1965: PTT-Betriebsgebäude, Zürich-Enge (Architekt: Fritz Metzger und Cosetti & Rohrer)[10]
- 19??: Birsbrücke, Dornach[11]
- Brücke über Hilfswehr
- Sicherung Stiftskirche St. Gallen
- Instandstellung der Jesuitenkirche, Luzern[12]

## Ehrungen
- 2019: im Rahmen der Kampagne «52 beste Bauten – Baukultur Graubünden 1950–2000» erkor der Bündner Heimatschutz die Brücke in  als eines der besten Bündner Bauwerke.[13]

## Zitat
- «Tu alle 10 Jahre etwas Intelligentes und dazwischen nichts Dummes.»

## Ausstellungen
- 1939: Schweizerische Landesausstellung, Terrassenrestaurant in Holz